# 47 Dywizjon Artylerii Ciężkiej

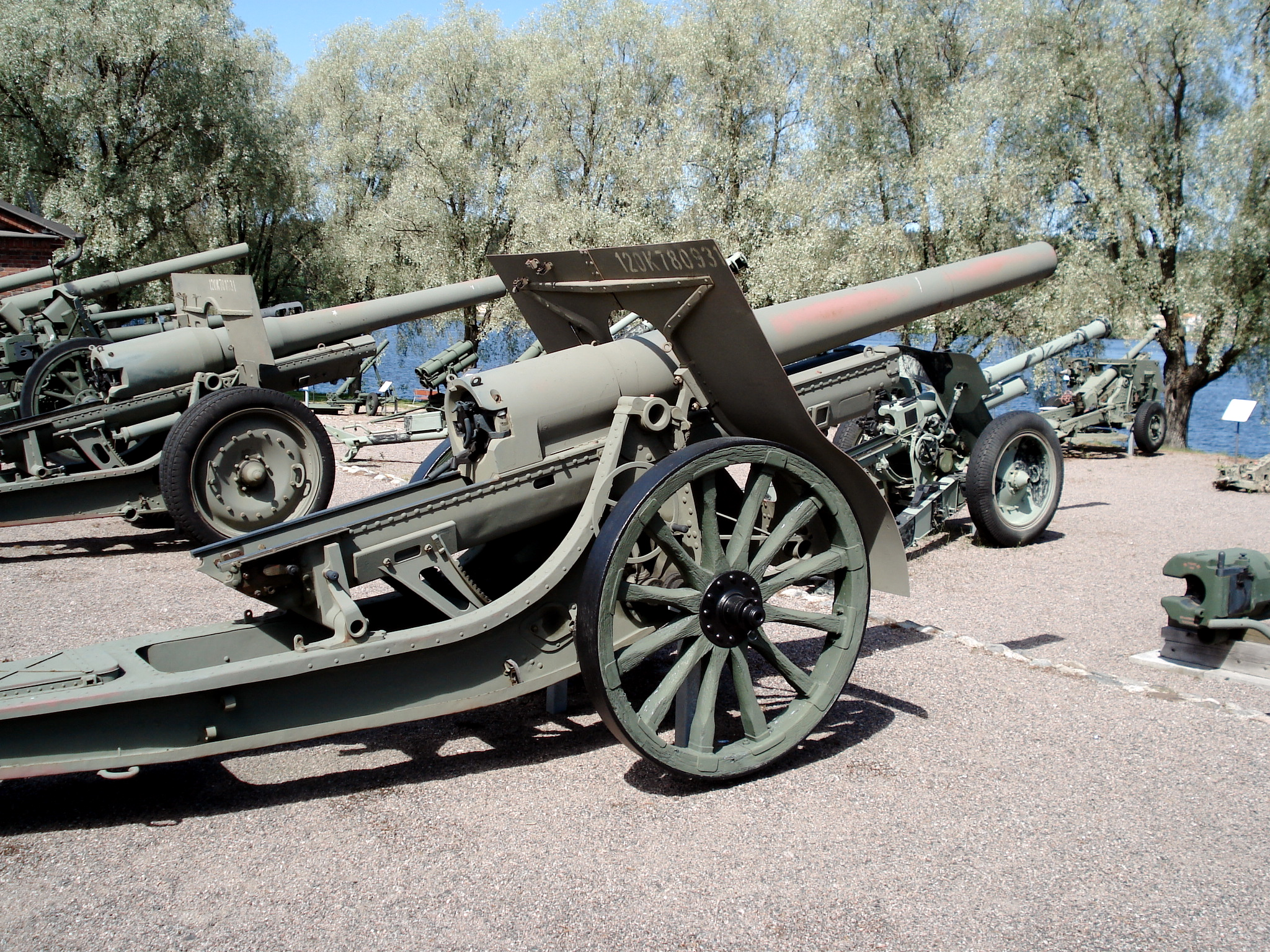
Armata wz. 1878/09/31

47 dywizjon artylerii ciężkiej – samodzielny pododdział artylerii Wojska Polskiego okresu II RP.
Dywizjon nie występował w pokojowej organizacji wojska. Zmobilizowany w 1939 przez 1 pułk artylerii ciężkiej z Modlina dla odwodu Naczelnego Wodza. Uzbrojony był w 12 armat kal.120 mm wz. 78/09/31

## 47 dac w kampanii wrześniowej
W ramach II rzutu mobilizacji powszechnej 1 pac przystąpił do formowania 47 dywizjonu artylerii ciężkiej typu I. Mobilizacja odbywała się początkowo we wsi Nowy Modlin, a później we wsi Rybitew. 7 września mobilizację ukończono.
7 września dywizjon podporządkowano GO gen. Zulaufa i skierowano go do wsparcia przedmościa "Zegrze" na odcinek obrony Warszawskiej Brygady Obrony Narodowej. 8 i 9 września 47 dac przybył do rejonu Nieporętu i zajął stanowiska ogniowe na skraju lasu w kierunku Bugo-Narwi. Ostrzał 3 baterii korygował obserwator z kosza balonu obserwacyjnego. W trakcie marszu do Nieporętu dywizjon był atakowany przez lotnictwo niemieckie. Od 9 do 11 września dywizjon prowadził dalekie ognie nękające na podchodzące jednostki niemieckie, od 9 września dowódcą artylerii całego przedmościa został mjr Kubicki. 11 września ostrzeliwał niemiecką 217. DP forsującą Bugo-Narew w rejonie Ryni, ostrzał był korygowany przez obserwatorów umieszczonych w balonach obserwacyjnych. 12 września oddziały niemieckiej 217. DP, zepchnęły broniące się bataliony 20 Dywizji Piechoty w kierunku stanowisk dywizjonu, w kompanii balonów zakończył się zapas gazu, ponadto stanowiska znalazły się pod ostrzałem niemieckiej artylerii. Na odcinku 3 baterii piechota niemiecka wdarła się na bezpośrednią bliskość stanowisk baterii, armaty strzelały ogniem "na wprost", następnie ostrzałem odbitkowym na odległość 50 m. Doszło do walki wręcz kanonierów w obronie swoich armat. 13 września niemiecka 31. DP sforsowała Bugo-Narew i zajęła Wieliszew i Poniatów. 1 i 2 baterie wieczorem wspierały polską piechotę z 20 DP i Warszawskiej Brygady ON w kontrataku. 3 bateria nadal prowadziła ostrzał pozycji niemieckich pod Rynią. 3 bateria do północy prowadziła ostrzał niemieckich oddziałów, osłaniając odwrót 20 DP. 
14 września 47 dac dotarł do Warszawy i został przydzielony do odcinka Warszawa-Zachód, z zadaniem wsparcia sektora Ochota, Wola pod dowództwem ppłk. Kalandyka. Poszczególne baterie 15 września zajęły stanowiska: 1 bateria na boisku "Skry", 2 bateria obok cmentarza żydowskiego, 3 bateria w Parku Ujazdowskim. Od 15 do 18 września dywizjon ostrzeliwał cele na wskazania dowódcy sektora, 18 września wspólnie z I/9 pułku artylerii ciężkiej wspierał wypad oddziałów ppłk. dypl. Okulickiego w kierunku Blizna. W czasie ostrzału oba dywizjony ciężkie zniszczyły 4 czołgi niemieckie i ok. 15 pojazdów transportowych. 19 i 20 września z uwagi na ograniczoną ilość amunicji kal. 120 mm, wymieniono dotychczas używane armaty na haubice kal. 100 mm wz. 14/19 w ilości 9 sztuk. 20 września zmieniono dowódcę 2 baterii. 47 dac. 26 września próbował wesprzeć kontratak 56 pułku piechoty na Fort Szczęśliwice, lecz z uwagi na przerwaną łączność działanie dywizjonu było niemożliwe. Wieczorem 27 września 47 dac przeszedł do Cytadeli, gdzie uszkodzono haubice i pozostałą broń i sprzęt. W następnych dniach wymaszerował z Warszawy do niewoli.

## Obsada personalna
- Dowódca dywizjonu - mjr Michał Kubicki[3]
- adiutant dywizjonu - por. Stanisław Dawidczyński
- oficer gospodarczy i dowódca plutonu dowodzenia – kpt. int. Konstanty Pietrzak[4]
- dowódca 1 baterii - kpt. Bolesław Gołębiowski
- dowódca 2 baterii - por. rez. Józef Malinowski (do 20 IX 1939), kpt. Bolesław Wasilewski[5]
- dowódca 3 baterii - por. Stefan Dzieńkowski
  - oficer ogniowy por. rez. Jerzy Przymanowski